# Пузович, Мирко
Ми́рко Пу́зович (серб. Мирко Пузовић / Mirko Puzović; 24 апреля 1956, Крагуевац) — сербский югославский боксёр полусредней весовой категории, выступал за сборную Югославии на всём протяжении 1980-х годов. Бронзовый призёр летних Олимпийских игр в Лос-Анджелесе, обладатель двух бронзовых медалей чемпионатов мира, бронзовый и дважды серебряный призёр чемпионатов Европы, серебряный призёр Средиземноморских игр в Касабланка, победитель многих международных турниров и национальных первенств.

## Биография
Мирко Пузович родился 24 апреля 1956 года в городе Крагуеваце административного региона Шумадия Югославии. Активно заниматься боксом начал с раннего детства, сначала проходил подготовку в местном боксёрском клубе «Раднички», позже состоял в одном из боксёрских клубов города Риека.
Первого серьёзного успеха на взрослом международном уровне добился в сезоне 1981 года, когда попал в основной состав югославской национальной сборной и побывал на чемпионате Европы в финском Тампере, откуда привёз награду серебряного достоинства, выигранную в полусредней весовой категории — единственное поражение потерпел в финале от советского боксёра Василия Шишова. Год спустя выступил на чемпионате мира в Мюнхене и стал здесь бронзовым призёром. Ещё через год на европейском первенстве в болгарской Варне вновь дошёл до финала и снова в решающем поединке проиграл Василию Шишову, получив серебряную медаль. Также в этом сезоне боксировал на Средиземноморских играх в Касабланке, выиграл в зачёте полусреднего веса серебряную награду.
Благодаря череде удачных выступлений Пузович удостоился права защищать честь страны на летних Олимпийских играх 1984 года в Лос-Анджелесе. Взял верх над первыми тремя соперниками, но на стадии полуфиналов со счётом 0:5 потерпел поражение от американца Джерри Пейджа (который в итоге и стал олимпийским чемпионом) и был награждён бронзовой олимпийской медалью.
После Олимпиады Мирко Пузович ещё в течение некоторого времени оставался в основном составе боксёрской команды Югославии и продолжал принимать участие в крупнейших международных турнирах. Так, в 1985 году он отправился представлять страну на чемпионате Европы в Будапеште, где стал бронзовым призёром полулёгкой весовой категории. Последний раз показал сколько-нибудь значимый результат на международной арене в сезоне 1986 года, когда завоевал бронзовую медаль на чемпионате мира в американском Рино. Вскоре по окончании этих соревнований принял решение завершить карьеру спортсмена, уступив место в сборной молодым югославским боксёрам.